# 唐琬貽
唐琬貽（TANG Wan Yi，1995年12月18日—），台灣女子羽毛球運動員。

## 簡歷
唐琬貽的爸爸唐連財是羽球教練，她從幼稚園大班起（6歲）就開始接觸羽球運動。然而，由於一直打不出成績，她在國一時曾一度萌生不想打球的念頭，最後在爸爸及教練的鼓勵下，才繼續拚下去。
唐琬貽終在2010年第2次全國排名賽以國二生的身分首次晉升甲組，及後連獲青少年盃、全中運國女單冠軍，其後更在亞青選拔賽奪冠並拿得國手資格。
其後，唐琬貽的成績未有取得突破，全國排名賽的成績始終在第5到8名徘徊。2016年中，她決定離開合庫球團，返回高雄展開自主訓練。同年9月，她在第2次全國排名賽女單冠軍戰中以2比0（21-19、21-11）取勝台電的陳肅諭，拿下生涯第一個后冠。

## 主要比賽成績
只列出曾進入準決賽的國際賽事成績：
| 年份   | 賽事                 | 公開賽級別 | 項目     | 搭檔   | 成績   |
| ------ | -------------------- | ---------- | -------- | ------ | ------ |
| 2011年 | 世界青年羽毛球錦標賽 | 其他       | 混合團體 | －     | 季軍   |
| 2012年 | 印度羽毛球國際挑戰賽 | 國際挑戰賽 | 女子單打 | －     | 準決賽 |
| 2018年 | 南澳洲羽毛球國際賽   | 國際挑戰賽 | 女子雙打 | 洪毅婷 | 亞軍   |
| 2018年 | 雪梨羽毛球國際賽     | 國際系列賽 | 女子雙打 | 洪毅婷 | 準決賽 |

| 2007-2017年 | 首要超級賽 | 超級賽 | 黃金大獎賽 | 大獎賽 | 國際挑戰賽 | 國際系列賽 | 未來系列賽 | 其他 |

| 2018-2026年 | 總決賽 | 超級1000賽 | 超級750賽 | 超級500賽 | 超級300賽 | 超級100賽 | 國際挑戰賽 | 國際系列賽 | 未來系列賽 | 其他 |

## 備註
1. ↑  唐琬貽在106年第1次全國排名賽時，已經加入台電球團並出賽[5]。